# Борхен
Борхен (нім. Borchen) — громада в Німеччині, знаходиться в землі Північний Рейн-Вестфалія. Підпорядковується адміністративному округу Детмольд. Входить до складу району Падерборн.
Площа — 77,13 км2. Населення становить 13 475 ос. (станом на 31 грудня 2020).

## Географії

### Адміністративний поділ
Громада  складається з 5 районів:
- Альфен
- Деренгаген
- Еттельн
- Кірхборхен
- Нордборхен